# Mathilde (zangeres)
Mathilde, artiestennaam van Mathilde Bondo (Odense, 30 januari 1956) is een Deens folkzangeres en violiste. Ze trad in de jaren zeventig solo op en ging later met haar man verder in het duo Lasse & Mathilde.
In het lied Østre Gasværk wordt ze door folkzanger Kim Larsen Lange lone genoemd. In het lied Tom Traubert's blues (Four sheets to the wind in Copenhagen) van Tom Waits komt in het refrein Waltzing Mathilda voor, dat een verwijzing is naar Mathilde Bondo. Zij leidde Waits in 1976 rond in Kopenhagen door achterbuurten, waarna hij dit nummer schreef waarin hij ook fragmenten van het Australische volksliedje Waltzing Matilda mengde.

## Discografie
Solo
- 1975: Pigesind
- 1980-81: Rødt & hvidt (1)
- 1980-81: Rødt & hvidt (2)
- 1984: Mathilde synger Julesalmer, kerstalbum

In het duo Lasse & Mathilde
- 1977: Lasse & Mathilde
- 1978: Her og nær
- 1979: Fyn
- 1980: Små giganter
- 1980: Fyn er fin
- 1982: Maskebal
- 1987: Det er nu – Det er her
- 1988: Det lysner
- 1997: Varm magi
- 2000: Fantasistykker
- 2005: Fyn er fin forever (compilatie van Lasse & Mathilde), 30-jarig jubileum
- 2007: Spor af Piet Hein
- 2010: Alle de bedste (met dvd), 35-jarig jubileum
- 2013: Verden venter